# Млапа, Пениель
Пениель Млапа (нем. Peniel Mlapa; 20 февраля 1991, Ломе, Того) — тоголезский и немецкий футболист, нападающий «Тэджон Хана Ситизен».

## Карьера
В 1999 году на игрока вышли скауты «Мюнхен 1860», и он перешёл в их академию, откуда выпустился в 2009 году, перейдя сначала во вторую, а затем и в основную команду клуба. В сезоне 2007/08 стал лучшим бомбардиром юниорской Бундеслиги с 11 забитыми голами.
Во второй команде Млапа дебютировал в 12 сентября 2008 года в домашнем поединке 4-го тура Южной Регионаллиги против «Хайденхайма», который закончился крупным поражением со счётом 0:3. Пениель появился на поле на 73-й минуте, заменив Флориана Йюнгвирта.
В концовке сезона 2008/09 Пениель был вызван в основную команду «Мюнхен 1860», которая выступала во Второй Бундеслиге. 17 мая 2009 года в домашнем поединке 33-го тура против «Алеманнии» состоялся его дебют. Он вышел на замену на последней минуте матча вместо Мануэля Шеффлера. Также в том чемпионате он вышел на замену и в следующем туре. Сезон 2009/10 Пениель начал во второй команде, но с шестого тура уже стал игроком основной, за которую сыграл 21 матч и забил 6 голов.
Сразу после окончания сезона им заинтересовался «Хоффенхайм», и 25 мая 2010 года он подписал с клубом трёхлетний контракт. 21 августа 2010 года он дебютировал в домашнем поединке первого тура Бундеслиги против «Вердера», который закончился победой со счётом 4:1. Млапа вышел на поле в основном составе, забил гол на 37-й минуте и был заменён на 77-й Денисом Томалла. В дебютном сезоне Пениель сразу стал игроком основы, проведя 30 игр и забив 4 мяча.
30 сентября 2010 года появились сведения о том, что «Тоттенхэм Хотспур» хочет купить игрока в зимнее трансферное окно. Пениель в интервью говорил, что не против перехода, однако сделка так и не состоялась. В мае 2012 года было объявлено, что Млапа подписал четырёхлетний контракт с «Боруссией» из Мёнхенгладбаха, сумма трансфера составила €3 млн.
В июле 2014 года Млапа отправился в годичную аренду в «Нюрнберг».
После окончания срока аренды и контракта с «Боруссией» Мёнхенгладбах Млапа перешёл 7 августа 2015 в «Бохум». Первый матч за свою новую команду Пениель провёл 23 августа того же года в матче против своего предыдущего клуба — «Нюрнберга». В июне 2018 года был отдан в аренду в нидерландский клуб ВВВ-Венло.

## Карьера в сборной
Играл в юношеской и молодёжной сборных Германии. Млапа был приглашён в сборную Того 14 ноября 2009 года на матч против сборной Габона, однако ответил отказом. Вместо этого продолжил выступления за молодёжную сборную Германии, с которой вышел в финальную часть чемпионата Европы U-21 2013 года в Израиле.
4 июня 2017 года Млапа дебютировал в составе национальной сборной Того, сыграв в товарищеском матче с командой Комор.